# 異紋裸胸鱔
異紋裸胸鱔（學名：Gymnothorax richardsonii），又稱異紋裸胸鯙、李氏裸胸鯙、錢鰻、薯鰻、虎鰻，為輻鰭魚綱鰻鱺目鯙亞目鯙科的其中一種，分布於印度太平洋區，從紅海、東非至社會群島，北起琉球群島，南迄庫克群島海域，棲息深度可達10公尺，體長可達32公分，為底棲性魚類，生活在潟湖及像海礁坡，屬肉食性，生活習性不明。

## 擴展閱讀
維基物種上的相關：異紋裸胸鱔